# Liste der Mitglieder der National Academy of Sciences/1957
Im Jahr 1957 wählte die National Academy of Sciences der Vereinigten Staaten 34 Personen zu ihren Mitgliedern.

## Neugewählte Mitglieder
- Charles A. Anderson (1902–1990)
- Edwin Astwood (1909–1976)
- Joseph C. Aub (1890–1973)
- Hendrik W. Bode (1905–1982)
- Herbert C. Brown (1912–2004)
- Edwin H. Colbert (1905–2001)
- J. L. Doob (1910–2004)
- Paul M. Doty (1920–2011)
- Charles S. Draper (1901–1987)
- Walter M. Elsasser (1904–1991)
- Katherine Esau (1898–1997)
- Jesse L. Greenstein (1909–2002)
- Alexander Hollaender (1898–1986)
- Heinz Hopf (1894–1971)
- Donald F. Hornig (1920–2013)
- Joseph Kaplan (1902–1991)
- Charles Kittel (1916–2019)
- Heinrich Kluver (1897–1979)
- Arthur Kornberg (1918–2007)
- Joshua Lederberg (1925–2008)
- Howard Lucas (1885–1963)
- Alden H. Miller (1906–1965)
- Nevill Mott (1905–1996)
- Hallam L. Movius, Jr. (1907–1987)
- Severo Ochoa (1905–1993)
- Roger Revelle (1909–1991)
- Leonard Schiff (1915–1971)
- John C. Sheehan (1915–1992)
- Joseph Smadel (1907–1963)
- Cyril S. Smith (1903–1992)
- Edgar Steacie (1900–1962)
- Axel H. Theorell (1903–1982)
- Robert R. Wilson (1914–2000)
- Jerrold R. Zacharias (1905–1986)